# CT.01 (Vietnam)

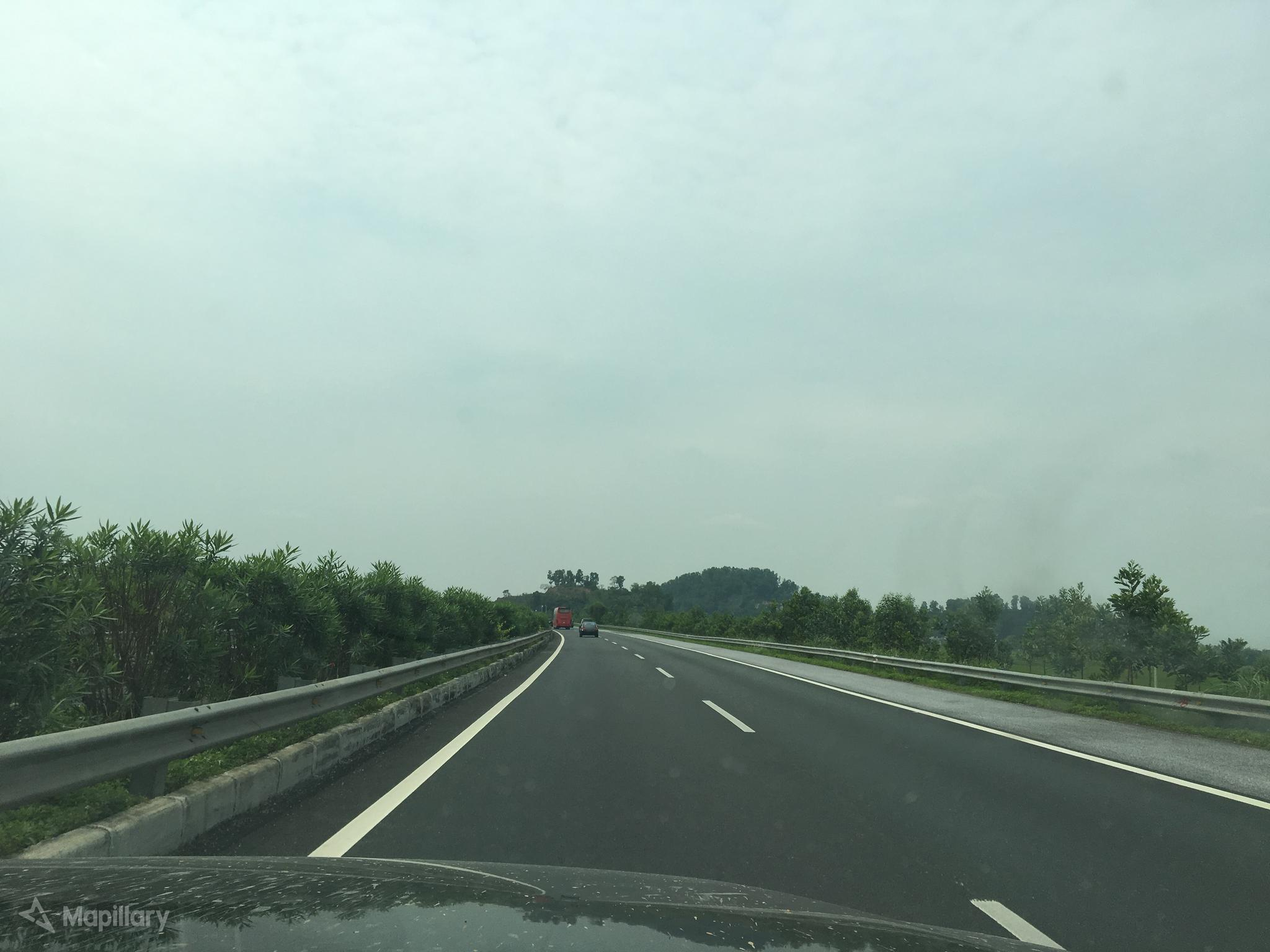
De CT.01

De CT.01 of Đường cao tốc Bắc–Nam phía Đông (North-South Expressway East) is een (deels operationele, deels in aanbouw zijnde) autosnelweg in Vietnam. De autosnelweg verbindt Lạng Sơn (en de Chinese G7211 aan de grens met China) in het noorden met Cà Mau in het zuiden over een afstand van 2063 kilometer. De volledige CT.01 zal volgens de planning klaar zijn in 2025.
CT.01 ·
CT.02 ·
CT.03 ·
CT.04 ·
CT.05 ·
CT.06 ·
CT.07 ·
CT.08 ·
CT.09 ·
CT.10 ·
CT.11 ·
CT.12 ·
CT.13 ·
CT.14 ·
CT.15 ·
CT.16 ·
CT.17 ·
CT.18 ·
CT.18 ·
CT.19 ·
CT.20 ·
CT.21 ·
CT.22 ·
CT.23 ·
CT.24 ·
CT.25 ·
CT.26 ·
CT.27 ·
CT.28 ·
CT.29 ·
CT.30 ·
CT.31 ·
CT.32 ·
CT.33 ·
CT.34 ·
CT.35 ·
CT.36 ·
CT.37 ·
CT.38 ·
CT.39 ·
CT.40 ·
CT.41 ·
CT.42